# قرار مجلس الأمن التابع للأمم المتحدة رقم 1886
قرار مجلس الأمن التابع للأمم المتحدة رقم 1886 المتخذ بالإجماع في 15 سبتمبر 2009.

## القرار
قرر مجلس الأمن تمديد ولاية مكتب الأمم المتحدة المتكامل لبناء السلام في سيراليون لمدة عام واحد، حتى 30 أيلول / سبتمبر 2010.
وباتخاذ القرار 1886 (2009) بالإجماع، قرر المجلس أيضا أنه ينبغي لمكتب الأمم المتحدة، الذي أنشئ قبل عام بموجب القرار 1829 (2008)، أن يركز جهوده على دعم حكومة سيراليون في مجالي الإصلاح الدستوري وتحسين قوة الشرطة، وكذلك مساعدتها على معالجة الفساد والاتجار غير المشروع بالمخدرات والجريمة المنظمة.
وشدد المجلس على أهمية المساعدة التي يقدمها مكتب الأمم المتحدة المتكامل لبناء السلام في سيراليون فيما يتعلق ببطالة الشباب، ودعم التحضير لانتخابات عام 2012، بالاشتراك مع صندوق بناء السلام ولجنة بناء السلام، اللتين اختارتا سيراليون كواحد من أول بلدين يتلقين المساعدة في التعافي من الصراع. وفي جميع هذه الجهود، شدد المجلس على أنه ينبغي للمكتب أن يعمل في إطار الرؤية المشتركة لفريق الأمم المتحدة القطري.
من خلال القرار، دعا المجلس الأمين العام إلى وضع سلسلة من المعايير لتحقيق هدف الانتقال من مكتب الأمم المتحدة المتكامل لبناء السلام في سيراليون إلى برنامج يوجهه الفريق القطري نفسه. وطلب تقريرين مرحليين من الأمين العام في العام المقبل، بانخفاض عن التقارير ربع السنوية للعام السابق.

## روابط خارجية
- نص القرار في undocs.org